# Щиглево (Жуковский район)
Щиглево — деревня в Жуковском районе Калужской области России. Входит в состав сельского поселения «Село Высокиничи».

## География
Деревня находится на берегу реки Аложа.

### Часовой пояс
Деревня Щиглево, как и вся Калужская область, находится в часовой зоне МСК (московское время). Смещение применяемого времени относительно UTC составляет +3:00.

## История
До 1775 года относилась к Оболенскому уезду Московской губернии. В 1782 году деревня носила название Щиголево, относилась к Тарусскому уезду Калужской губернии и стояла на дороге из Боровска в Серпухов.

## Население
| 2002 | 2010 |
| ---- | ---- |
| 9    | ↘5   |